# Pedro Colomer
Pedro Colomer y Mestres (Gerona, 30 de enero de 1822-Vich, 30 de agosto de 1881) fue un religioso español.

## Biografía
Nació en uno de los arrabales de la ciudad de Gerona, de padres labradores. Siguió la carrera eclesiástica y recibió las sagradas órdenes en Roma en 1845. De vuelta a España, fue nombrado catedrático del Seminario Conciliar de Gerona, donde impartió primero Filosofía y Teología Dogmática después.
Fue preconizado obispo de Vich en 1875 y tomó posesión de aquella diócesis el 16 de enero del año siguiente. Murió después de cinco años de espiscopado, el 30 de agosto de 1881.

## Obra
Compuso en latín varias poesías y un poema extenso, titulado este Maria Virgo seu De Vita Beatæ Maria Viriginis Libris Quinquaguita. Sobre este poema, emitió Marcelino Menéndez Pelayo el siguiente juicio crítico:

Lo extenso del poema, y la alta y trabajosa dignidad del autor, muestran ya suficientemente que sólo una muy encendida devoción a la celestial Señora y una extraordinaria facilidad y soltura en la versificación latina han podido sostenerle en tan larga y dificilísima tarea. Quizá una crítica nimia pudiera tildar alguna vez prosaísmos y durezas, o bien un excesivo desleir de las ideas, o tal cual frase violenta. Pero estos lunares quedan oscurecidos y más que de sobras compensados con la armonía y la belleza del conjunto, donde a cada paso se tropieza con fáciles y graciosas descripciones, con versos elegantes, cadenciosos y perfectamente torneados, con rasgos y efusiones hermosas de sentimiento y con una facilidad narrativa que suspende y enamora. De tal suerte, que el poema, con ser tan largo y tan exento de profanos adornos, se deja leer rápidamente y sin esfuerzo, y debe merecer a su ilustrísimo autor el título, en estos tiempos concedidos a tan pocos, de eminente latinista.

En la Revista Teresiana se publicaron en 1882 los himnos latinos que había compuesto en honor de Santa Teresa de Jesús.